# Иневеж
Иневеж — деревня в Ивановском районе Ивановской области России, входит в состав Новоталицкого сельского поселения.

## История
В 1981 году Указом Президиума Верховного Совета РСФСР посёлок Ступкинского торфопредприятия переименован в Иневеж.

## Население
| 1859 | 1905 | 2010 |
| ---- | ---- | ---- |
| 26   | ↘19  | ↗204 |

## Инфраструктура
Действовало в советское время Ступкинское торфопредприятие.